# 凡·赫夫林
小埃米特·埃文·「凡」·赫夫林（英語：Emmett Evan "Van" Heflin Jr.，1908年12月13日—1971年7月23日），是一位美国戏剧、广播和电影演员。赫夫林曾获奥斯卡最佳男配角奖。
1971年6月6日，赫夫林在一个游泳池里游泳时心脏病发作。医护人员将他送到医院，虽然他活了近七个星期，但显然他从未恢复过意识。1971年7月23日上午6点43分，凡·赫夫林在洛杉矶的医院去世，享年62岁。